# Tamzin Thomas
Pour les articles homonymes, voir Thomas (nom de famille).
Tamzin Thomas (née le 6 octobre 1997) est une athlète sud-africaine, spécialiste des épreuves de sprint. 

## Biographie
Lors des championnats d'Afrique 2016, à Durban, Tamzin Thomas remporte la médaille d'or du relais 4 × 100 mètres en compagnie de Carina Horn, Alyssa Conley et Tebogo Mamathu.

## Palmarès
| Date | Compétition            | Lieu   | Résultat | Épreuve   | Temps   |
| ---- | ---------------------- | ------ | -------- | --------- | ------- |
| 2016 | Championnats d'Afrique | Durban | 1re      | 4 × 100 m | 43 s 66 |
| 2019 | Jeux africains         | Rabat  | 2e       | 4 x 100 m | 44 s 61 |

## Records
| Épreuve | Temps   | Lieu         | Date         |
| ------- | ------- | ------------ | ------------ |
| 100 m   | 11 s 41 | Stellenbosch | 15 mars 2018 |